# Mannevillette
Mannevillette é uma comuna francesa na região administrativa da Normandia, no departamento de Sena Marítimo. Estende-se por uma área de 4,21 km². Em 2010 a comuna tinha 881 habitantes (densidade: 209,3 hab./km²).